# Max Payne 2: The Fall of Max Payne
Max Payne 2: The Fall of Max Payne är ett TV-spel och uppföljaren till Max Payne. Spelet är en tredjepersonsskjutare och släpptes 2003 till Windows, Xbox och Playstation 2. Det utvecklades av det finländska företaget Remedy Entertainment och utgavs av Rockstar Games.
Max Payne 2 är likt föregångaren i spelsätt. Bullet-time, där spelet saktar in så att det är lättare att sikta är en stor del av spelet. Likaså är film noir-influenserna, som syns i den mörka, regniga omgivningen och de serietidningsliknande mellansekvenserna.
Titelsången "Late Goodbye" gjordes av finska musikgruppen Poets of the Fall.

## Mottagande
Spelet mottogs av positiva recensioner av kritiker. På Gamerankings webbplats fick versionen till PC 88,49% i betyg., medan versionen till Xbox fick 85,75% och till Playstation 2 fick 76,64%